# Louis Delcon
Louis Delcon era um arqueiro belga. Ele competiu nos Jogos Olímpicos de Verão de 1920, onde ganhou três medalhas, duas de ouro e uma de prata.